# Barbora Krejčíková
Barbora Krejčíková (Brno, 18 de diciembre de 1995) es una tenista profesional checa. Ha alcanzado la 2.ª posición en el ranking WTA individual el 28 de febrero de 2022 y ha sido número uno del mundo en dobles, el 22 de octubre de 2018.
Krejčíková ha ganado ocho títulos WTA (dobles y dobles mixtos). En individuales, se llevó el título de Roland Garros en 2021, derrotando a la rusa Anastasía Pavliuchénkova en la final, así como el título de Wimbledon en 2024 tras vencer en la final a la italiana Jasmine Paolini. En dobles femenino, junto a su compatriota Kateřina Siniaková, ganó Roland Garros y Wimbledon en 2018, nuevamente el Abierto francés en 2021 y el Abierto de Australia en 2022. En dobles mixto, triunfó en tres ediciones consecutivas del Abierto de Australia: en 2019 y 2021 con el estadounidense Rajeev Ram y en 2020, junto al croata Nikola Mektić. Comparte el récord con Serena y Venus Williams, de ser las únicas tenistas en actividad en ganar torneos de Grand Slam en las tres categorías.
Ha obtenido 8 títulos en individuales, 18 en dobles y 3 en dobles mixtos en el Circuito WTA. Representando a su país, ha ganado la medalla de oro en dobles, también junto a Siniaková, en los Tokio 2021 y fue parte del equipo checo que se adjudicó la Copa Billie Jean King en 2018.

## Momentos destacados de su carrera

### Años junior
Krejčíková fue clasificada como la número 3 del mundo junior en octubre de 2013.  En ese año, ganó los títulos de dobles femeninos en el Abierto de Francia, en Wimbledon y el Abierto de Estados Unidos con su compatriota checa Kateřina Siniaková. Junto con la Ucraniana Oleksandra Korashvil, también llegó a la final del Abierto de Australia, quedando a un partido de completar el Grand Slam del año calendario. El mismo año, también ganó el Campeonato Europeo Junior U18 en Klosters, Suiza en individuales y dobles. 

### Momentos destacados de la carrera profesional

#### Individual
En octubre de 2020, Krejčíková alcanzó la cuarta ronda del Torneo Abierto de Francia, lo que la ayudó a lograr un nuevo mejor ranking de fin de año en el puesto número 65 en noviembre.
En marzo de 2021, Krejčíková avanzó a su primera final individual de un torneo WTA 1000 en el Torneo de Dubái 2021, donde finalmente perdió ante Garbiñe Muguruza en dos set. Como resultado, ascendió a un nuevo récord personal en el puesto n.° 38 en el ranking de individuales.
En mayo de 2021, Krejčíková ganó su primer título de individuales de la WTA el  Torneo de Estrasburgo tras vencer  a  Sorana Cîrstea por doble 6-3, el día antes de que comenzara el Abierto de Francia de 2021, que también ganaría, siendo su primer título de Grand Slam en individuales. Como resultado, ascendió al puesto número 15 en el ranking de individuales, el más alto de su carrera. Ganó su tercer título de individuales de la WTA el Torneo de Praga y alcanzó el puesto número 2 del mundo en marzo de 2022,  después de llegar a la final en el Torneo de Sídney perdiendo contra Paula Badosa por 6-3, 4-6, 7-6(7-4) y a los cuartos de final del Abierto de Australia de 2022. Después de las lesiones, Krejčíková ganaría dos títulos individuales más en 2022, el  Torneo de Tallin y el  Torneo de Ostrava.
En 2023, Krejčíková ganó su primer título WTA 1000 en individuales Torneo de Dubái, derrotando a cuatro oponentes del top 10, incluidas las número 1, 2 y 3 del mundo.
En 2024, Krejčíková alcanzó su segunda final de Grand Slam en el Campeonato de Wimbledon de 2024, derrotando en el camino a la excampeona Elena Rybakina. Ganó el título al derrotar a Jasmine Paolini en tres sets. Fue su segundo título de Grand Slam en individuales después del Abierto de Francia en 2021.

#### Dobles
Con su compatriota Kateřina Siniaková, Krejčíková ganó los títulos de dobles en Roland Garros de 2018 y el Campeonato de Wimbledon del mismo año.  Krejciková también ganó el título de dobles femenino del  Roland Garros  de 2021 con Siniaková, y agregaron el título de dobles femenino del Abierto de Australia en enero de 2022.  La pareja añadió el título de Wimbledon y completó el grand slam de su carrera con el título de dobles en Nueva York en el Abierto de Estados Unidos.
Krejcikova ha ganado tres títulos de Grand Slam en dobles mixtos, ganando el Abierto de Australia durante tres años seguidos de 2019 a 2021. Con su compañero el estadounidense Rajeev Ram, ganó la competencia de dobles mixtos del Abierto de Australia de 2019 y 2021. Logró defender su título en 2020 junto a Nikola Mektić.
Además, Krejčíková ha ganado seis títulos de dobles más en el WTA Tour, un título de dobles de la serie WTA 125K, así como 19 títulos de dobles en el Circuito ITF.
El 22 de octubre de 2018, Krejčíková alcanzó el primer puesto en el ranking de dobles junto con Kateřina Siniaková. Fueron la quinta y la sexta pareja checa en alcanzar el primer puesto desde 1975 y la decimocuarta pareja que alcanzó el primer puesto juntas.
En agosto de 2021, Krejcikova y Siniaková ganaron la medalla de oro en los Juegos Olímpicos de Tokio en dobles femeninos.
En noviembre de 2021, Krejčíková ganó el título de dobles de las Finales WTA de 2021 con Siniakova, su primer título en los campeonatos de fin de año.

## Carrera profesional

### 2014-15: debut en el WTA Tour
Realizó su debut en julio de 2014 en el WTA Tour en el Torneo de Bad Gastein disputando la competencia de dobles junto a Kateřina Siniaková, aunque perdieron en la primera ronda. En individuales, su debut fue la clasificación para el Abierto de Estados Unidos derrotando en primera ronda a Eri Hozumi en tres set por 6-2, 1-6, 6-3, en la siguiente derrotó a la cabeza de serie no.4, Michelle Larcher de Brito en set corridos por 7-6(4) ,6-3, pero cayó en la siguiente ronda ante Ala Kudriávtseva en dos set.
En julio disputó el Torneo de Quebec, donde se clasificó para el cuadro principal, tras vencer a Sachia Vickery por 6-2, 6-4 y llegó a la segunda ronda, perdiendo ante Lucie Hradecká en tres set. Mientras que en dobles, llegó hasta las semifinales.
En Octubre participó en el Torneo de Luxemburgo, en individuales perdió en la segunda ronda de la clasificación ante Gioia Barbieri y en dobles alcanzó su primera final de un torneo WTA Tour haciendo pareja con Lucie Hradecká. Sin embargo, fueron derrotadas por Timea Bacsinszky y Kristina Barrois en el super tie-break.

### 2015: Primer título y cuadro principal de Roland Garros en dobles

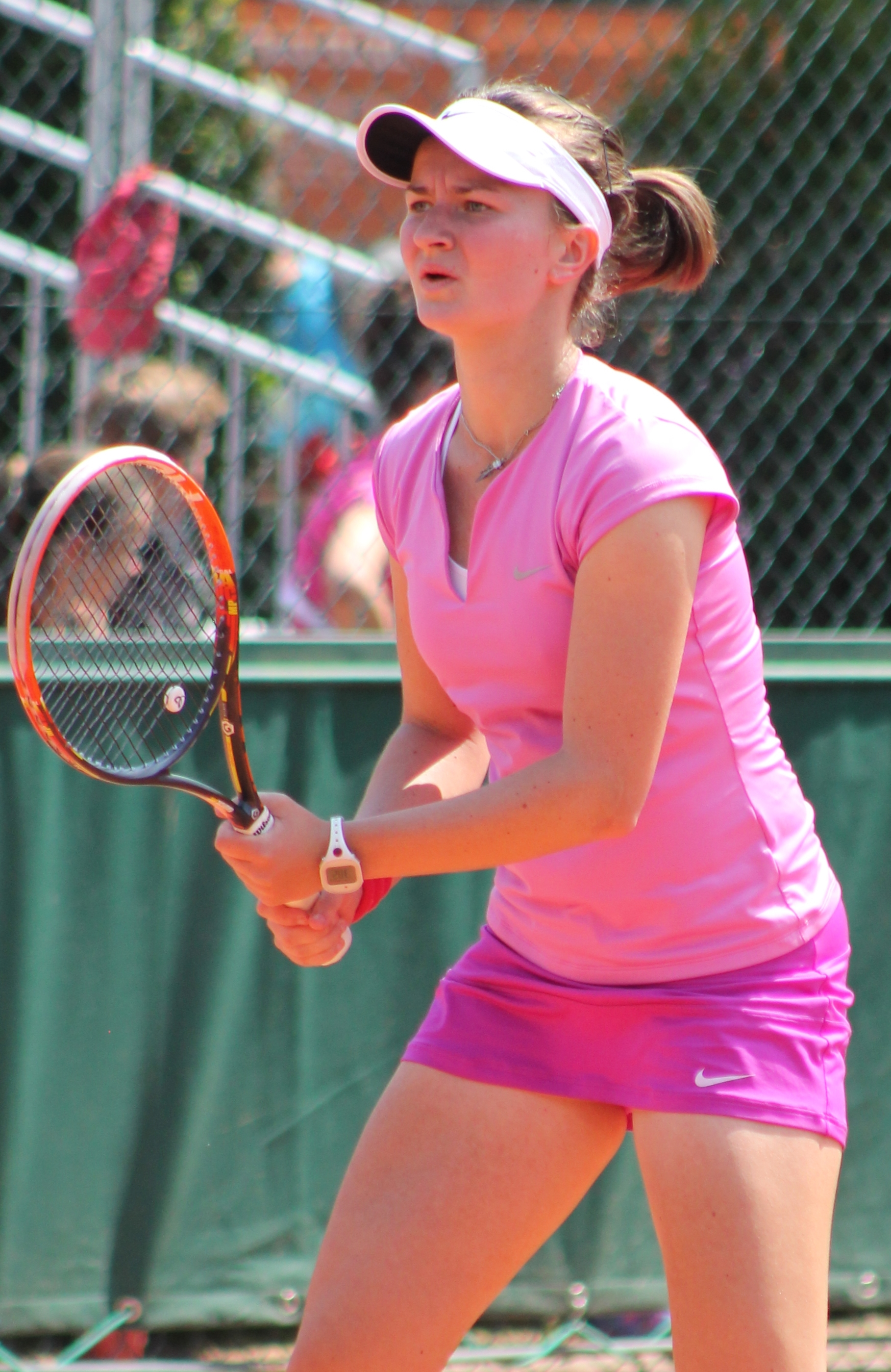
Krejčíková en el torneo de clasificación de Roland Garros en 2015

En 2015, Krejčíková inicio su temporada en el Torneo de Auckland 2015, perdiendo en su debut en la clasificación en tres set conta Mandy Minella. Participó en la clasificación del Torneo de Hobart 2015, avanzando hasta la tercera ronda tras vencer a Alison van Uytvanck en tres set, a la cabeza de serie número 2 Kiki Bertens en dos set, pero perdió en la tercera ronda de clasificación ante Kateryna Kozlova.
Tras perder en la segunda ronda de clasificación del Abierto de Australia contra Liu Fangzhou en tres set, solo jugó un evento de individuales del cuadro principal del WTA Tour, durante esta etapa no pudo calificar al cuadro principal del Torneo de Roland Garros tras perder en la segunda ronda de la clasificación ante Lourdes Domínguez, mientras que, en el Campeonato de Wimbledon fue derrotada en su debut en la clasificación ante Luksika Kumkhum en set seguidos, repitiendo resultado en el Abierto de Estados Unidos esta ves perdiendo ante Naomi Broady.
No fue hasta el Torneo de Québec City, donde fue derrotada en la primera ronda ante Sesil Karatáncheva, aunque ganó el torneo en dobles junto An-Sophie Mestach tras vencer en tres set a María Irigoyen y Paula Kania por 4-6, 6-3 y 12-10 en el super tie-break.
Su temporada fue notoria en dobles, donde tuvo más éxito, llegando a semifinales en los Diamond Games, debutando en el cuadro principal de Roland Garros y ganando su primer título en el Torneo de Québec City 2015. En noviembre, ganó su primer título WTA 125K en el Open de Limoges, haciendo pareja con Mandy Minella derrotaron a Margarita Gasparián y Oskana Kalashnikova 1-6, 7-5 y 10-6 en el super tie-break. Finalizó el año en el puesto 188 del ranking WTA.

### 2016: Semifinal del Abierto de Francia y top 30 en dobles
En individuales, Krejčíková jugó principalmente en el circuito ITF. Sin embargo, participó en algunos torneos de la WTA, pero perdió en la fase de clasificación o en las primeras rondas del cuadro principal. Perdió en la primera ronda de la fase de clasificación en el Abierto de Catar, el Abierto de Australia y en Wimbledon.

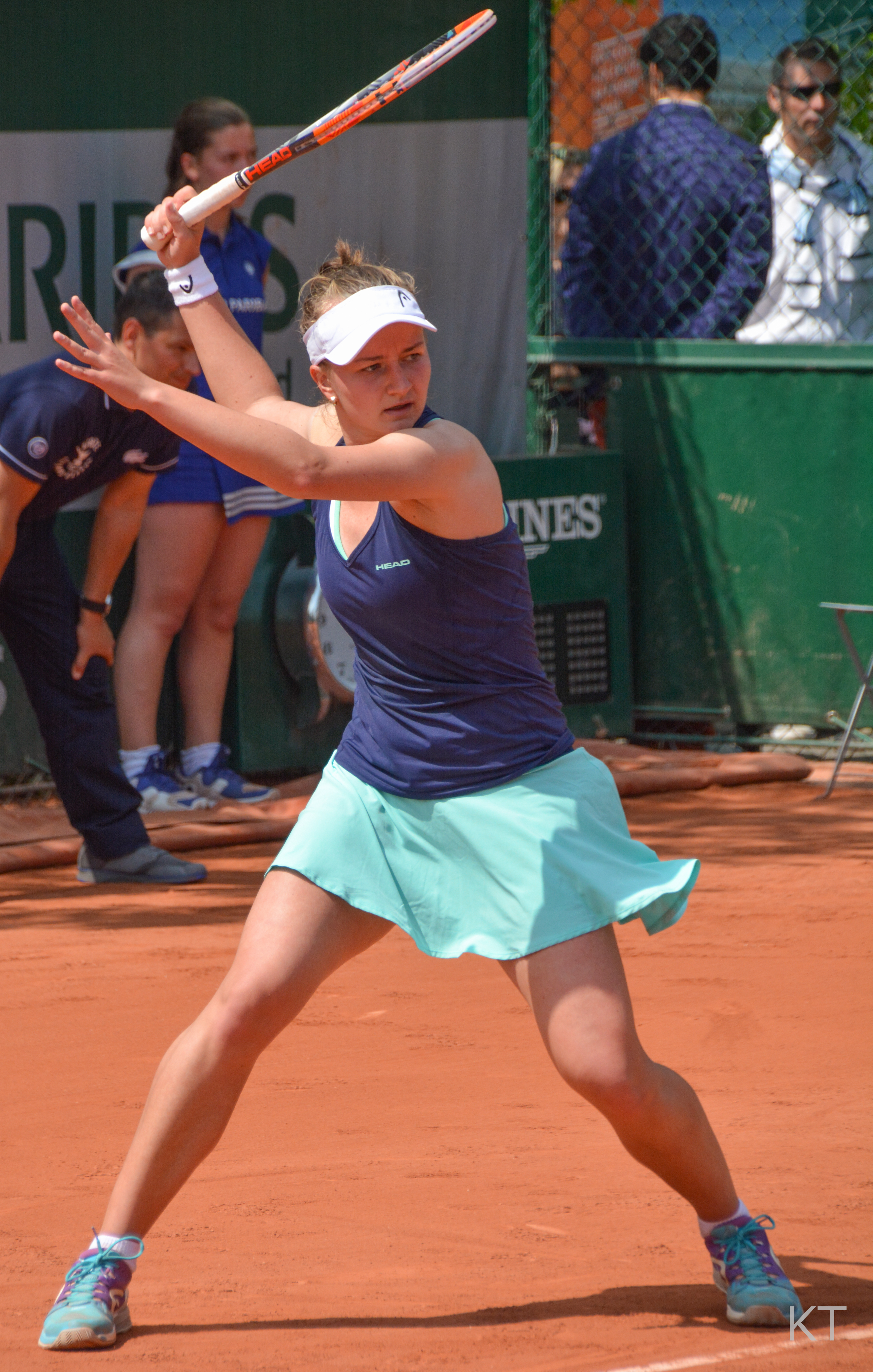
Krejčíková en el Abierto de Francia 2016

Krejčíková comenzó bien el año en dobles, alcanzando las semifinales en el Torneo de Auckland. A mediados de enero jugó por primera vez en el Abierto de Australia, alcanzando la segunda ronda. En febrero, jugó su primera final Premier en dobles en el Torneo de San Petersburgo. 
En el Torneo de Catar, hizo su primera aparición en un torneo Premier 5/Premier Mandatory, donde perdió en la segunda ronda. Su gran avance llegó en el Abierto de Francia, donde, con su compañera de dobles Kateřina Siniaková, llegó a las semifinales, perdiendo ante Elena Vesnina y Ekaterina Makarova. Este resultado la ubicó en el top 50 del ranking de dobles de la WTA por primera vez, en el puesto 34. 
En Wimbledon, perdió en la primera ronda ante la portuguesa Michelle Larcher por 6-3, 7-6 (8-6). En el Abierto de Estados Unidos, alcanzó su segundo cuarto de final de Grand Slam junto a Kateřina Siniaková, pero perdió allí ante Martina Hingis y CoCo Vandeweghe. Después de sus buenos resultados en dobles entró en el top 30 del ranking por primera vez en su carrera, aunque en individual no le fue tan bien, terminado el año en el puesto 252 del ranking.

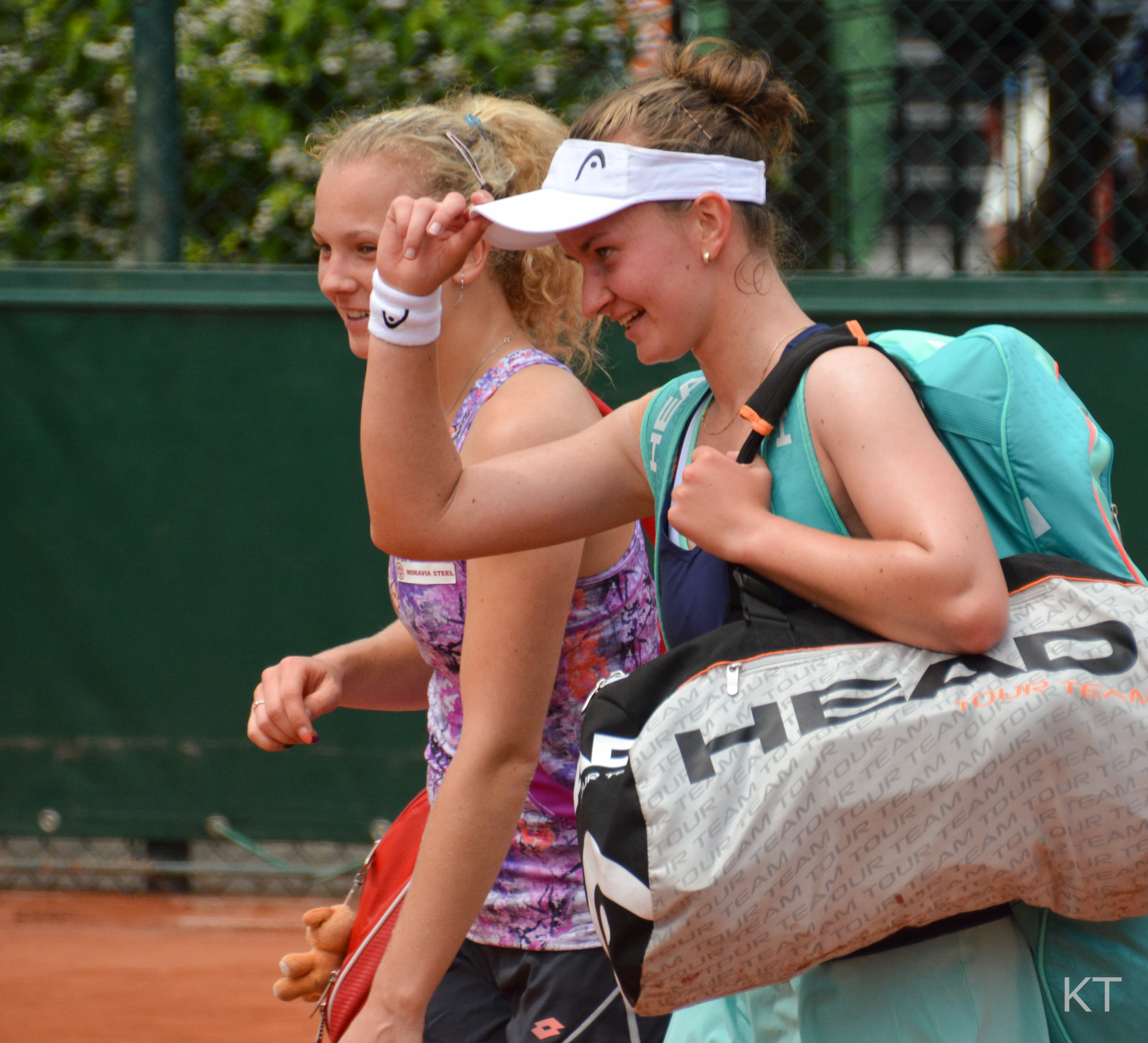
Krejcikova junto a Katerina Siniakova en 2016.

### 2017: Primera final individual de la WTA

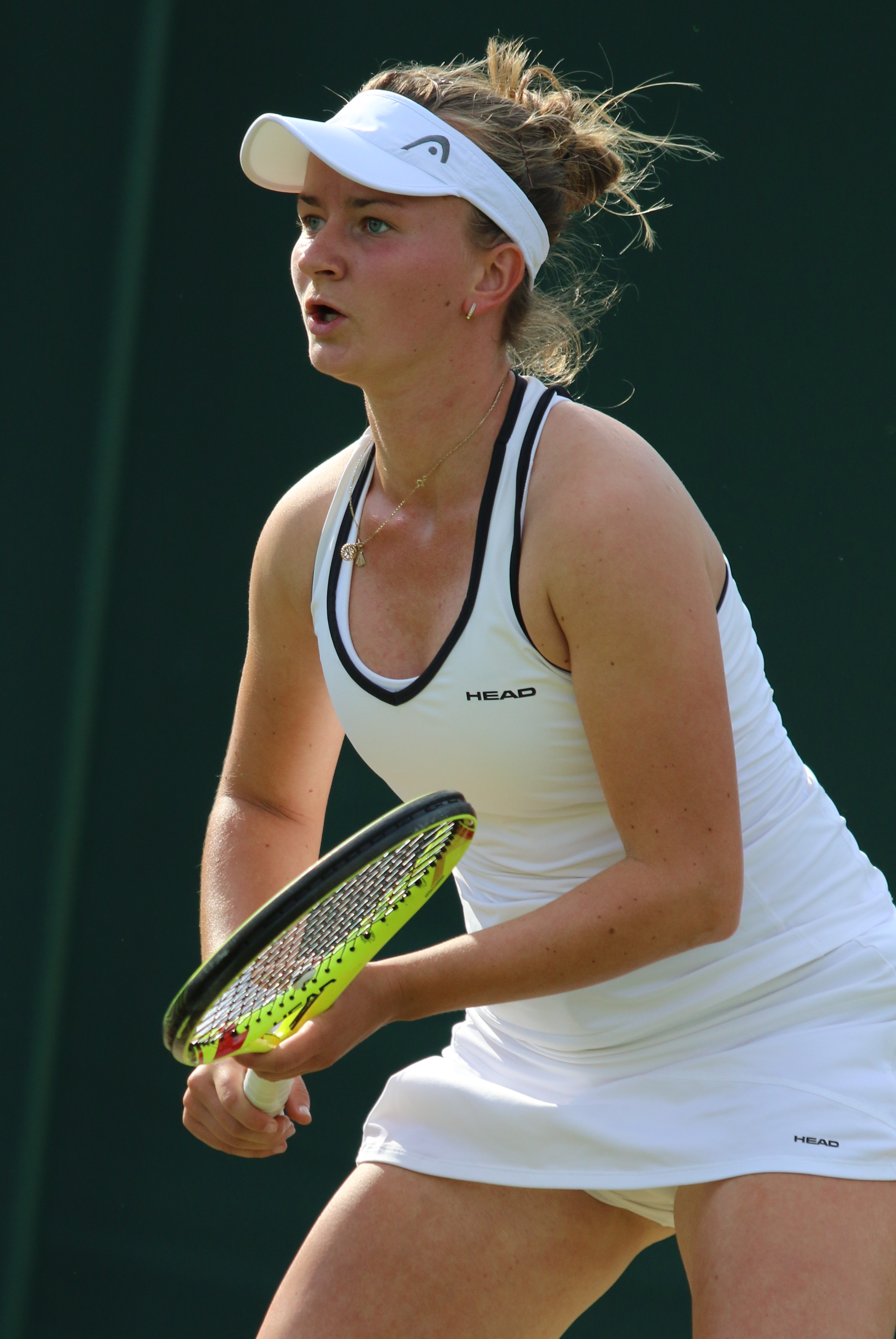
Krejčíková en el Campeonato de Wimbledon 2017

En los primeros meses, Krejčíková tuvo éxito en individuales en el Circuito ITF, pero no le fue bien en el WTA Tour. Falló en la clasificación en el Abierto de Taiwán y el Abierto de Marruecos cayendo en segunda ronda de ambos torneos, y no logró alcanzar el cuadro principal del Abierto de Australia nuevamente, perdiendo en la segunda ronda de clasificación. Luego, de repente, a fines de mayo, alcanzó su primera final de individuales de la WTA en el Torneo de Núremberg 2017, donde jugó desde las rondas de clasificación. Perdió la final ante la cabeza de serie número uno Kiki Bertens por 6-2, 6-1.  Este resultado la llevó de regreso al top 150, por primera vez desde septiembre de 2015. En la temporada de cancha de césped, solo jugó en la clasificación para Wimbledon, pero perdió la oportunidad de jugar en el cuadro principal tras perder en segunda ronda ante Destanee Aiava. En Båstad, jugó en los cuartos de final, donde perdió ante Caroline Garcia en un partido que se fue hasta el tercer set.  Por primera vez, tuvo la oportunidad de jugar en el cuadro principal del Masters de Canadá 2017, pero perdió en la segunda ronda de clasificación ante Naomi Osaka. En el Abierto de Estados Unidos tampoco tuvo éxito, perdiendo en la primera ronda de clasificación.
También en dobles, los primeros meses no fueron realmente exitosos para Krejčíková, llegando solo a la segunda ronda en el Abierto de Australia y la primera ronda del Torneo de Sídney, el Torneo de Taiwán y el Torneo de Hungría. Durante la temporada de tierra batida, las cosas mejoran. En Marruecos, alcanzó su primera semifinal en 2017. En el Masters de Madrid, perdió en la primera ronda, pero en el Masters de Roma alcanzó su primer cuarto de final Premier 5/Premier Mandatory. En Roland Garros, haciendo pareja con Chan Hao-ching, perdió ante Lucie Hradecká y Kateřina Siniaková en la tercera ronda. En la temporada de hierba, solo jugó en Wimbledon, donde perdió en la primera ronda. En el Abierto de Suecia, llegó a la final de dobles, pero perdió la oportunidad de ganar el título. En la Rogers Cup, perdió en la segunda ronda de dobles, mientras que en el Abierto de Estados Unidos, llegó a la tercera ronda en dobles. En octubre, jugó la semifinal de dobles en la Copa Kremlin.
Terminó la temporada con marca de 18 victorias y 15 derrotas, lo que le permito entrar nuevamente al top 150 del ranking WTA, finalizando el año en el puesto 127.

### 2018: Dos títulos importantes y nº 1 mundial en dobles

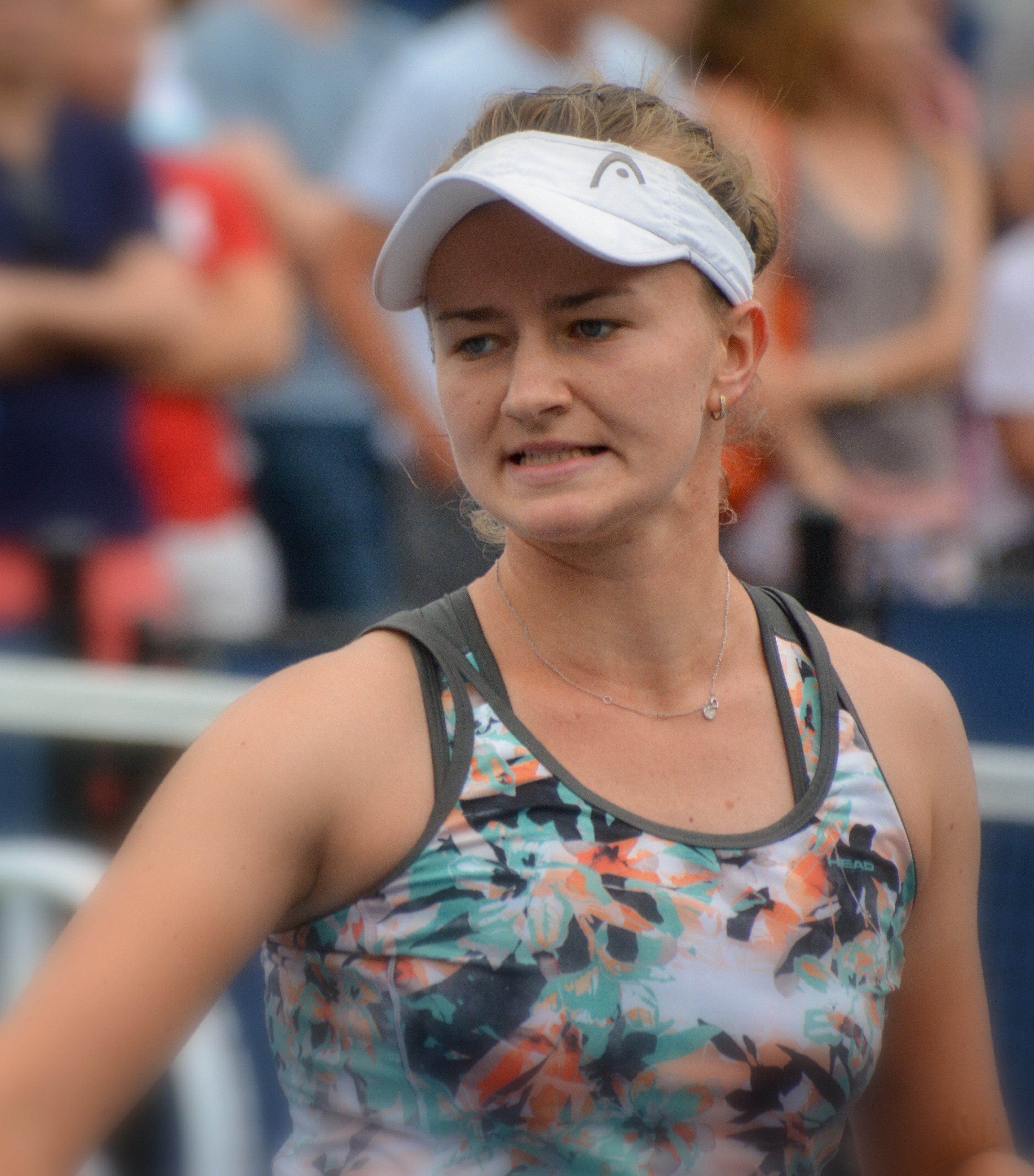
Barbora Krejcikova durante el Abierto de Estados Unidos en 2018

A diferencia de temporadas anteriores, Krejčíková ahora tenía la oportunidad de jugar, al menos, en rondas clasificatorias individuales en más eventos Premier 5/Premier Mandatory que antes. Desafortunadamente, no logró clasificarse para el cuadro principal en Doha, Indian Wells, Miami y Madrid, pero finalmente se clasificó en la Masters de Canadá, donde perdió en la primera ronda. En los majors, también hizo un pequeño progreso, ya que finalmente llegó al cuadro principal del Torneo de Roland Garros después de la clasificación.  En la primera ronda del cuadro principal, se enfrentó a la sexta cabeza de serie Karolína Plíšková, pero perdió. En el Abierto de Estados Unidos, una vez más, no logró clasificarse. 
Este año fue, con diferencia, la temporada de dobles más exitosa para Krejčíková hasta este momento. Comenzó bien, llegando a la final en el Shenzhen Open, donde ella y Kateřina Siniaková perdieron ante la combinación rumana Irina-Camelia Begu y Simona Halep.  En el Abierto de Australia, llegaron a la tercera ronda, el mejor resultado de Krejciková en ese torneo.  En febrero, llegó a semifinales en el Premier 5 Qatar Open, de nuevo con Kateřina Siniaková. En el Masters de Indian Wells, llegaron a la segunda ronda. Y en el Masters de Miami, jugó su primera final Premier 5/Mandatory, pero perdió la oportunidad de ganar el título.
En la temporada en tierra batida no empezó tan bien, llegando solo a la segunda ronda del Masters de Madrid y a la primera ronda del Masters de Roma. Sin embargo, después de eso, ganó su primer título importante de dobles en el Torneo de Roland Garros. Junto con Kateřina Siniaková, derrotó a la pareja japonesa Eri Hozumi y Makoto Ninomiya en la final. 
La temporada en cancha de césped fue exitosa para Krejčíková, llegando a la semifinal en el Torneo de Birmingham 2018 y ganando el título en Wimbledon. En Campeonato de Wimbledon, nuevamente con Kateřina Siniaková, derrotaron a Květa Peschke y Nicole Melichar en la final, para ganar un raro doblete Roland Garros / Wimbledon. 
Después de Wimbledon, Krejčíková ingresó al top 5 en dobles por primera vez en su carrera. La Serie del Abierto de Estados Unidoss también fue bastante exitosa. Las cosas comenzaron lentamente en la Masters de Canadá, perdiendo en la segunda ronda, pero en el Masters de Cincinnati 2018, ella y Siniaková alcanzaron los cuartos de final. En el Abierto de Estados Unidos, estuvieron cerca de alcanzar una tercera final consecutiva de Grand Slam, pero fueron detenidas en la semifinal por Ashleigh Barty y CoCo Vandeweghe.
El 22 de octubre, Krejčíková, junto con su compañera Kateřina Siniaková, se convirtió en la jugadora de dobles número uno del mundo.  Por primera vez en su carrera, Krejčíková tuvo la oportunidad de jugar en las WTA Finals 2018, donde tuvo éxito. En la primera ronda, Siniaková y Krejčíková derrotaron a Květa Peschke y Nicole Melichar, luego en semifinales derrotaron a Andrea Sestini Hlaváčková y Barbora Strýcová, pero lamentablemente perdieron en la final contra Tímea Babos y Kristina Mladenovic. Tanto Krejčíková como Siniaková terminaron el año como las mejores jugadoras de dobles del mundo. A finales de 2018, recibieron el premio al Equipo de Dobles de 2018. 

### 2019: Campeón de dobles mixtos del Abierto de Australia
Krejčíková ganó su primer título de dobles mixtos en un torneo de Grand Slam en el Abierto de Australia, jugando con Rajeev Ram y derrotando a los participantes comodines Astra Sharma y John-Patrick Smith en la final. También alcanzó los cuartos de final en dobles femeninos, y con ese resultado completó el conjunto de cuartos de final o mejor en los cuatro torneos de Grand Slam. 
En Masters de Indian Wells, llegó a la final, donde ella y Siniaková perdieron ante Elise Mertens y Aryna Sabalenka. La temporada en tierra batida comenzó bien, con cuartos de final en el Masters de Madrid y semifinales en el Masters de Roma, pero sufrió una decepcionante derrota en la primera ronda del Torneo de Roland Garros. En el Campeonato de Wimbledon fue más exitoso para Krejčíková, llegando a semifinales, donde ella y Siniaková perdieron ante Gabriela Dabrowski y Xu Yifan. 
En la Masters de Canadá, ganó su primer título de dobles Premier 5/Premier Mandatory. Junto con Siniaková, derrotaron a Anna-Lena Grönefeld y Demi Schuurs en la final, en sets corridos.  En Masters de Cincinnati, llegó a cuartos de final. Krejčíková planeaba jugar en dobles, pero durante su partido de segunda ronda en la clasificación contra Asia Muhammad, Krejčíková se vio obligada a retirarse. 
En octubre, ella y Siniaková ganaron el título en el Torneo de Linz 2019.  Por segundo año consecutivo, Krejčíková jugó en las Finales de la WTA, nuevamente con Siniaková, pero no pasaron la fase de grupos, ganando solo un partido.

### 2020: Segundo título del Abierto de Australia en dobles mixtos

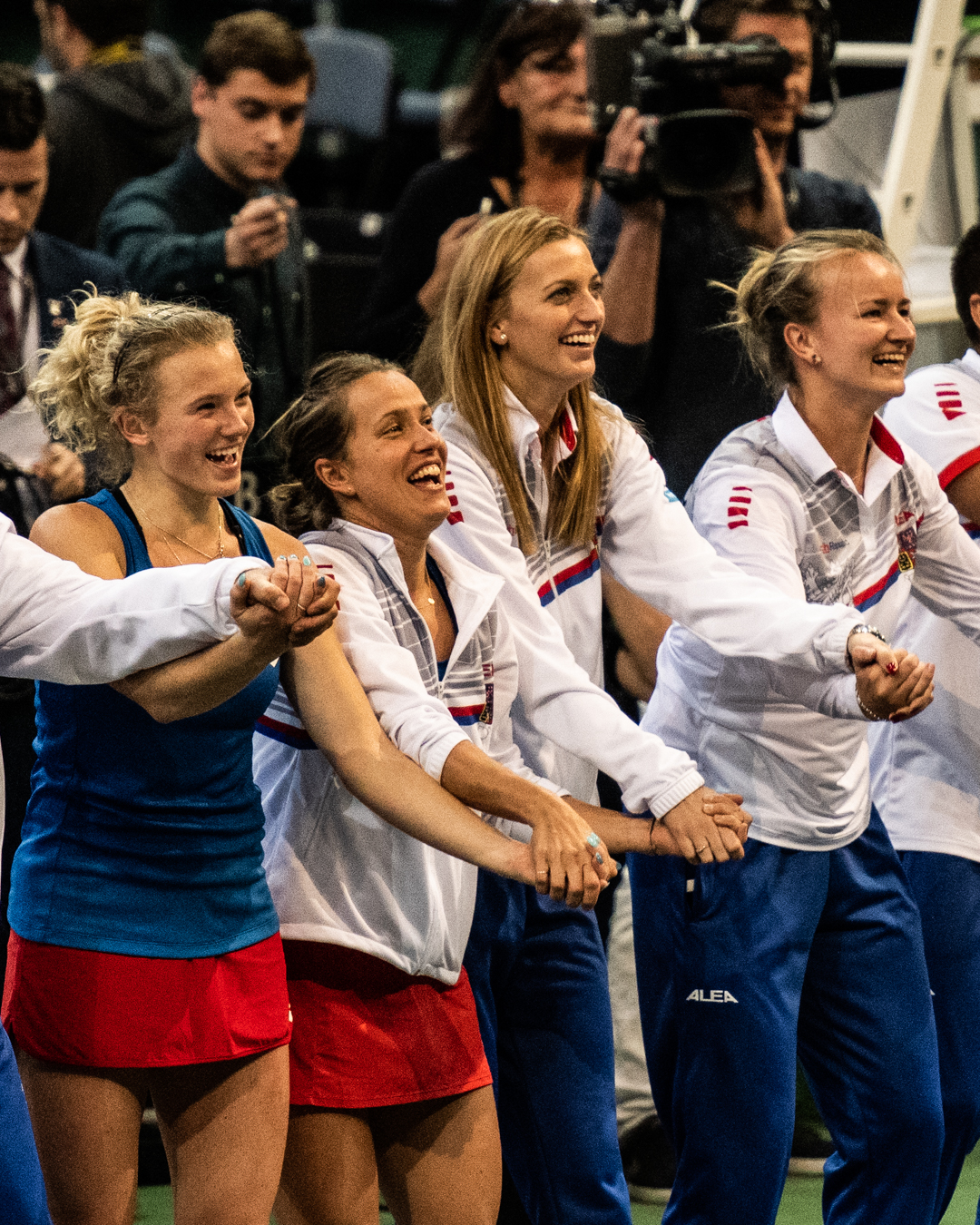
Krejcikova con el Team de la República Checa.

En la temporada 2020 afectada por el COVID, Krejčíková finalmente progreso en individuales. Por primera vez en su carrera, se clasificó para el cuadro principal del Abierto de Australia, venciendo a Kaia Kanepi antes de perder ante Ekaterina Alexandrova en la segunda ronda. 
Durante el confinamiento por COVID-19, Krejčíková participó en torneos de tenis checos contra jugadoras como Petra Kvitová y Karolína Muchová. Cuando la gira se reinició en agosto, Krejčíková impresionó en una derrota en tres sets ante Simona Halep. Luego regresó al circuito ITF, donde tuvo una serie de resultados decepcionantes. Esto resultó ser un punto de inflexión, ya que más tarde dijo que estaba decidida a disfrutar más de su tenis individual. 
En el Torneo de Roland Garros en septiembre, Krejčíková tuvo un avance masivo, llegando a los octavos de final. Allí, perdió ante Nadia Podoroska. Siguió con buenas actuaciones en Ostrava y Linz, donde perdió ante Victoria Azarenka en octavos de final y Aryna Sabalenka en semifinales, respectivamente. Krejčíková terminó el año en el puesto número 65 del mundo en individuales.
La temporada de dobles de Krejčíková comenzó bien con un título en Shenzhen sobre el equipo local Duan Yingying y Zheng Saisai. Después de eso, jugó en el Abierto de Australia, donde llegó a las semifinales. En dobles mixtos, ganó un segundo título consecutivo, esta vez con Nikola Mektić.  En el Torneo de Dubái 2020, junto con Zheng Saisai, Krejčíková perdió en la final ante Hsieh Su-wei y Barbora Strýcová. En el Torneo de Doha 2020, nuevamente con Kateřina Siniaková, llegó a las semifinales antes de ser derrotada por Hsieh Su-wei y Barbora Strýcová. una vez más. 
Después del cierre de COVID, Krejčíková regresó a jugar dobles en agosto y alcanzó otra semifinal en el Torneo de Praga. Regresó con Siniaková al Torneo de Roland Garros, donde perdieron en semifinales ante las campeonas defensoras Tímea Babos y Kristina Mladenovic. La temporada 2020 de Krejčíková terminó en el Torneo de Ostrava 2020, donde ella y Kateřina Siniaková llegaron a las semifinales antes de que Krejčíková tuviera que retirarse.

### 2021: títulos del Abierto de Francia, oro olímpico y campeona de las WTA Finals
Krejčíková comenzó la temporada en el puesto número 65 del mundo y alcanzó los cuartos de final en el Grampians Trophy, perdiendo ante Jennifer Brady .  Por segundo año consecutivo, ella y Kateřina Siniaková llegaron a la final de dobles del Abierto de Australia, pero perdieron ante Elise Mertens y Aryna Sabalenka. Ganó los dobles mixtos por tercer año consecutivo, volviendo a asociarse con Rajeev Ram. 
En la gira por Oriente Medio, el resultado más notable de Krejčíková en dobles fue llegar a las semifinales de Doha con Kateřina Siniaková, antes de perder ante Jeļena Ostapenko y Monica Niculescu. En individuales, Krejčíková avanzó a la final después de ganar a Ostapenko, Svetlana Kuznetsova y la cabeza de serie número 16 Maria Sakkari. Allí, perdió ante Garbiñe Muguruza. Este resultado ingresó a Krejčíková en el top 40 en individuales por primera vez.  
En el Masters de Madrid, Krejčíková y Kateřina Siniaková ganaron el título de dobles femeninos, venciendo a Demi Schuurs y Gabriela Dabrowski en la final para lograr su título más importante desde Campeonato de Wimbledon en 2018. En Torneo de Estrasburgo 2021, Krejčíková ganó su primer título individual, venciendo a Sorana Cîrstea en la final. 
En el Torneo de Roland Garros, Krejčíková derrotó a Kristýna Plíšková, Ekaterina Alexandrova  y Elina Svitolina para llegar a la cuarta ronda. Luego derrotó a la finalista de 2018 Sloane Stephens, 6-2, 6-0 para alcanzar su primer cuarto de final de individuales de Grand Slam.  Allí derrotó a Coco Gauff en sets seguidos para establecer una semifinal con Maria Sakkari, que ganó en tres sets, salvando un punto de partido en el camino. En su primera final de Grand Slam en sólo su quinta aparición en individuales del cuadro principal, Krejčíková venció a Anastasia Pavlyuchenkova en tres sets para reclamar su primer título de individuales de Grand Slam. 
Como resultado, ingresó al top 15 en individuales por primera vez en su carrera. En dobles, Krejčíková y Siniaková vencieron a las hermanas Plíšková en un partido de cuartos de final checo y a Bernarda Pera y Magda Linette en semifinales. Luego derrotaron a Bethanie Mattek-Sands e Iga Świątek en sets seguidos para reclamar su segundo título del Torneo de Roland Garros,  y la primera barrida en individuales/dobles en París desde Mary Pierce en 2000. Como resultado, Krejčíková y Kateřina Siniaková recuperaron las posiciones de dobles n.° 1 y n.° 2, respectivamente. 
Tres semanas después, Krejčíková hizo su debut en individuales de Campeonato de Wimbledon, donde fue cabeza de serie por primera vez en un Grand Slam. Venció a Clara Tauson, Andrea Petkovic  y Anastasija Sevastova antes de perder ante la número uno del mundo Ashleigh Barty en la cuarta ronda, poniendo fin a su racha de 15 victorias consecutivas.  Sin embargo, rápidamente volvió a la senda del triunfo, al ganar el Torneo de Praga ante Tereza Martincová en la final. Fue su tercer título de individuales en cuatro torneos disputados.  
En los Juegos Olímpicos de 2020 en julio, Krejčíková derrotó a Zarina Diyas y Leylah Fernandez antes de perder ante Belinda Bencic en la tercera ronda. Con Kateřina Siniaková, ganó el oro en el evento de dobles, venciendo a Belinda Bencic y Viktorija Golubic en la final. 
Krejčíková luego hizo su debut en individuales en el cuadro principal del Abierto de Estados Unidos 2021. Comenzó con victorias en sets seguidos sobre Astra Sharma, Christina McHale, Kamilla Rakhimova  y la novena cabeza de serie Garbiñe Muguruza para alcanzar su primer cuarto de final del Abierto de Estados Unidos 2021.  Con una lesión sufrida en el partido contra Garbiñe Muguruza, Krejčíková fue derrotada en los cuartos de final por Aryna Sabalenka. El 20 de septiembre, Krejčíková alcanzó un nuevo récord en el ranking de su carrera, el número 5 del mundo, que fue superado el 1 de noviembre cuando alcanzó el número 3 del mundo.
Krejčíková representó a la República Checa en las finales inaugurales de la Billie Jean King Cup 2020-21 en Praga en noviembre. Sin embargo, la larga temporada pareció alcanzarla, ya que perdió sus dos partidos de individuales ante Angelique Kerber de Alemania y Bencic de Suiza, y no jugó los dobles. Una semana después, Krejčíková jugó en las WTA Finals 2021 en individuales por primera vez en su carrera, y fue la primera jugadora en hacerlo tanto en individuales como en dobles desde Karolína Plíšková en 2016. Segunda cabeza de serie, perdió ante Garbiñe Muguruza, Karolína Plíšková y Anett Kontaveit durante la etapa de todos contra todos.  Sin embargo, ella y Kateřina Siniaková terminaron invictas en el torneo de dobles, quedando invictas para llevarse el título. Con la victoria sobre Elise Mertens y Hsieh en la final,  Kateřina Siniaková ascendió a convertirse en la número uno del mundo, con Krejčíková como la número dos. Krejčíková fue galardonada con el premio a la "Jugadora de Mayor Progreso" en los premios oficiales de fin de año de la WTA, así como también con el premio al "Equipo de Dobles del Año" con Kateřina Siniaková. 
Terminó su temporada revelación como número 5 del mundo en individuales y número 2 en dobles. 

### 2022: Golden Slam en dobles, número 2 del mundo en individuales

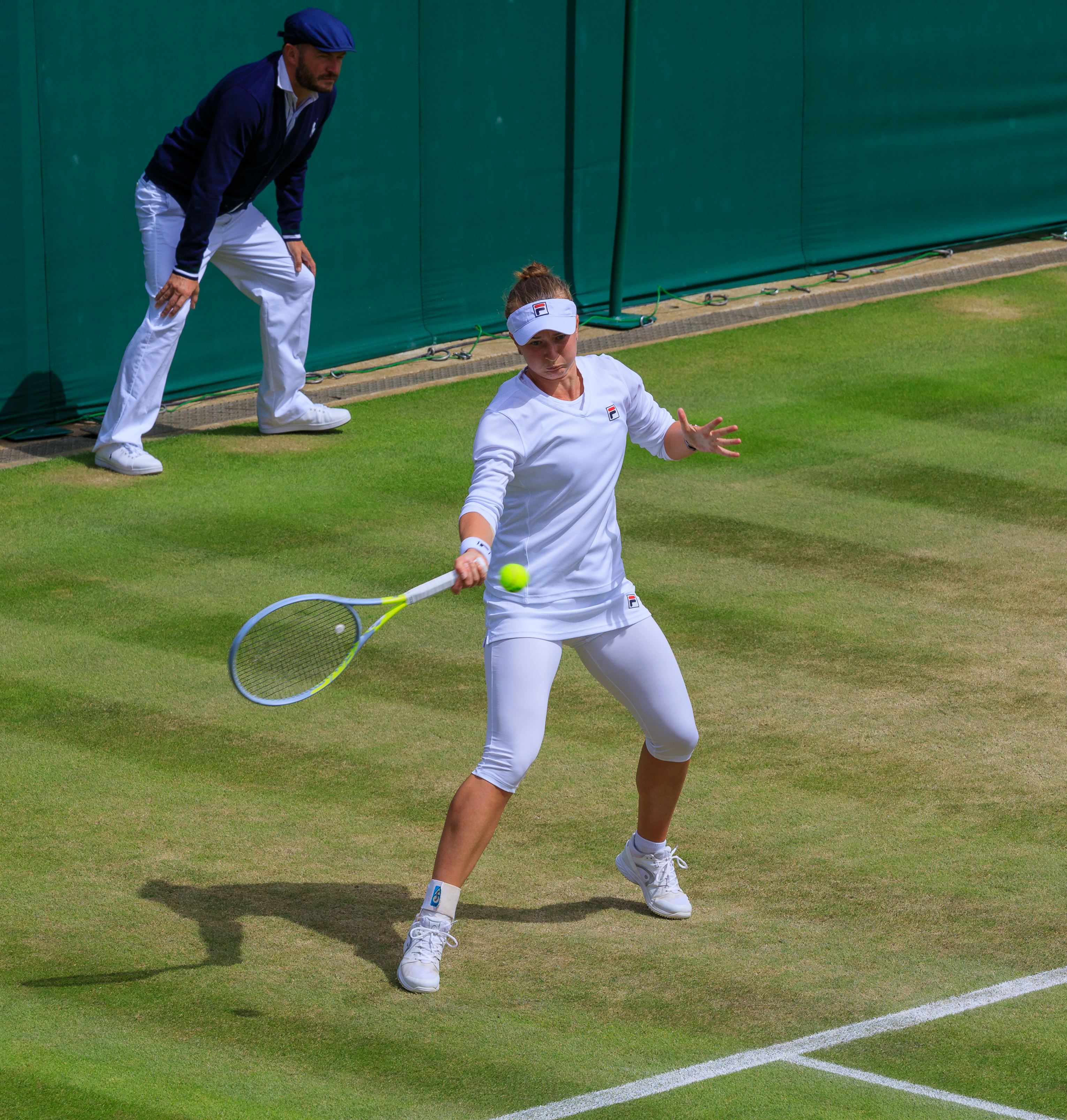
Krejcikova durante un partido en el Campeonato de Wimbledon en 2022.

Krejčíková comenzó la temporada como tercera cabeza de serie en el Torneo de Sídney 2022. Derrotó a Jaqueline Cristian, Caroline Garcia y la cuarta cabeza de serie Anett Kontaveit en su camino a la final; su partido contra Kontaveit fue particularmente notable, ya que remontó en el primer set para ganar un tiebreak en el último set por 14-12, salvando 7 puntos de partido. Perdió en la final en tiebreak en el último set contra la quinta cabeza de serie Paula Badosa.
Como cuarta cabeza de serie en individuales en el Abierto de Australia de 2022, Krejčíková alcanzó los cuartos de final, derrotando a Andrea Petkovic, Wang Xiyu, la cabeza de serie 26 Jeļena Ostapenko y la cabeza de serie 24 Victoria Azarenka, antes de perder ante Madison Keys. En dobles, llegó a la final junto a Kateřina Siniaková, donde ganaron su cuarto título importante de dobles sobre Beatriz Haddad Maia y Anna Danilina. 
Tras su actuación en Australia, Krejčíková sufrió dos derrotas tempranas: en la segunda ronda de Dubái cayó ante Dayana Yastremska y en la tercera ronda de Doha, ante Jeļena Ostapenko, donde se vio obligada a retirarse durante un partido de dobles con Kateřina Siniaková tras lesionarse el brazo derecho. A pesar de este revés, alcanzó el número 2 del mundo en el ranking de individuales de la WTA el 28 de febrero de 2022.
Originalmente programada para participar en Masters de Indian Wells como cabeza de serie, se retiró debido a la lesión en el brazo que se le presentó justo antes del inicio del torneo. Esta lesión también mantuvo a Krejčíková fuera del Masters de Miami y la obligó a retirarse de los cuatro torneos en tierra batida para los que se había inscrito en Torneo de Stuttgart 2022, Masters de Madrid, Masters de Roma y Torneo de Estrasburgo, este último en el que era la campeona defensora.
Después de no haber jugado un partido en tres meses debido a una lesión en el codo, Krejčíková ingresó al cuadro de individuales del Torneo de Roland Garros como segunda cabeza de serie y campeona defensora. Fue derrotada en la primera ronda por la wildcard francesa Diane Parry, fue solo la tercera vez en la historia del evento que la campeona defensora perdió en la primera ronda, después de Anastasia Myskina en 2005 y Jeļena Ostapenko en 2018. Más tarde se vio obligada a retirarse también del cuadro de dobles después de dar positivo por COVID-19. 
La temporada en césped de Krejcikova no comenzó bien con una derrota temprana ante Marta Kostyuk en el Eastbourne International de 2022 en individuales y ganando solo un partido en dobles donde se asoció con Ena Shibahara. En el Campeonato de Campeonato de Wimbledon de 2022, llegó a la tercera ronda en individuales antes de perder ante Ajla Tomljanović en tres sets.  En el mismo torneo en dobles, llegó a la final con su compañera Siniakova y ganó el título por segunda vez derrotando a las cabezas de serie Elise Mertens y Zhang Shuai en sets seguidos. 
En el Abierto de Estados Unidos 2022, Krejciková volvió a perder en los primeros compases de la fase individual, quedando eliminada en segunda ronda ante Aleksandra Krunić. Sin embargo, tuvo más éxito en el dobles, donde ganó el título junto a Kateřina Siniaková, remontando un set en contra para derrotar a Taylor Townsend y Caty McNally en la final. Con esta victoria, Krejciková y Kateřina Siniaková completaron el Career Golden Slam y se llevaron su tercer título de Grand Slam de dobles femenino del año, permaneciendo invictas en slams en 2022. 
Krejcikova regresó a la cancha de individuales en la inauguración del Torneo de Tallin 2022 y obtuvo sus primeras victorias contra sus primeras cuatro oponentes: Ajla Tomljanović, Marta Kostyuk, Beatriz Haddad Maia y Belinda Bencic, cuatro jugadoras a las que nunca antes había vencido. En la final, Krejcikova derrotó a la favorita local Anett Kontaveit en sets seguidos para ganar el título. Una semana después, Krejcikova ganó el título en el Torneo de Ostrava 2022, su segundo título en su país de origen y el quinto título individual de su carrera. Derrotó a la número 1 del mundo, Iga Świątek en tres sets, lo que le dio a Swiatek su primera derrota en una final en tres años. 
Krejcikova cayó eliminada del último WTA 1000 del año, el Torneo de Guadalajara Akron 2022 en la primera ronda. Ella y Kateřina Siniaková llegaron a semifinales en dobles, antes de perder un tiebreak ante Haddad Maia y Danilina.
Luego, la pareja jugó las WTA Finals en Fort Worth, Texas. Las checas terminaron invictas en la etapa de todos contra todos, pero fueron derrotadas en la final por Veronika Kudermetova y Elise Mertens. 

### 2023: títulos de dobles del Abierto de Australia y de individuales del WTA 1000
Krejčíková comenzó su temporada 2023 en el Torneo de Adelaida 2023 II. Después de haber tenido problemas con una lesión en la muñeca izquierda desde las WTA Finals, perdió en la segunda ronda ante Daria Kasatkina.
En el torneo de individuales del Abierto de Australia, Krejčíková llegó a la cuarta ronda, pero perdió ante Jessica Pegula. En el torneo de dobles del Abierto de Australia se reunió con Katerina Siniaková, donde ganaron su 24.º partido de Grand Slam consecutivo y su séptimo título de Grand Slam de dobles y, por primera vez, defendieron un título importante. El 11.º título de Grand Slam de Krejčíková.

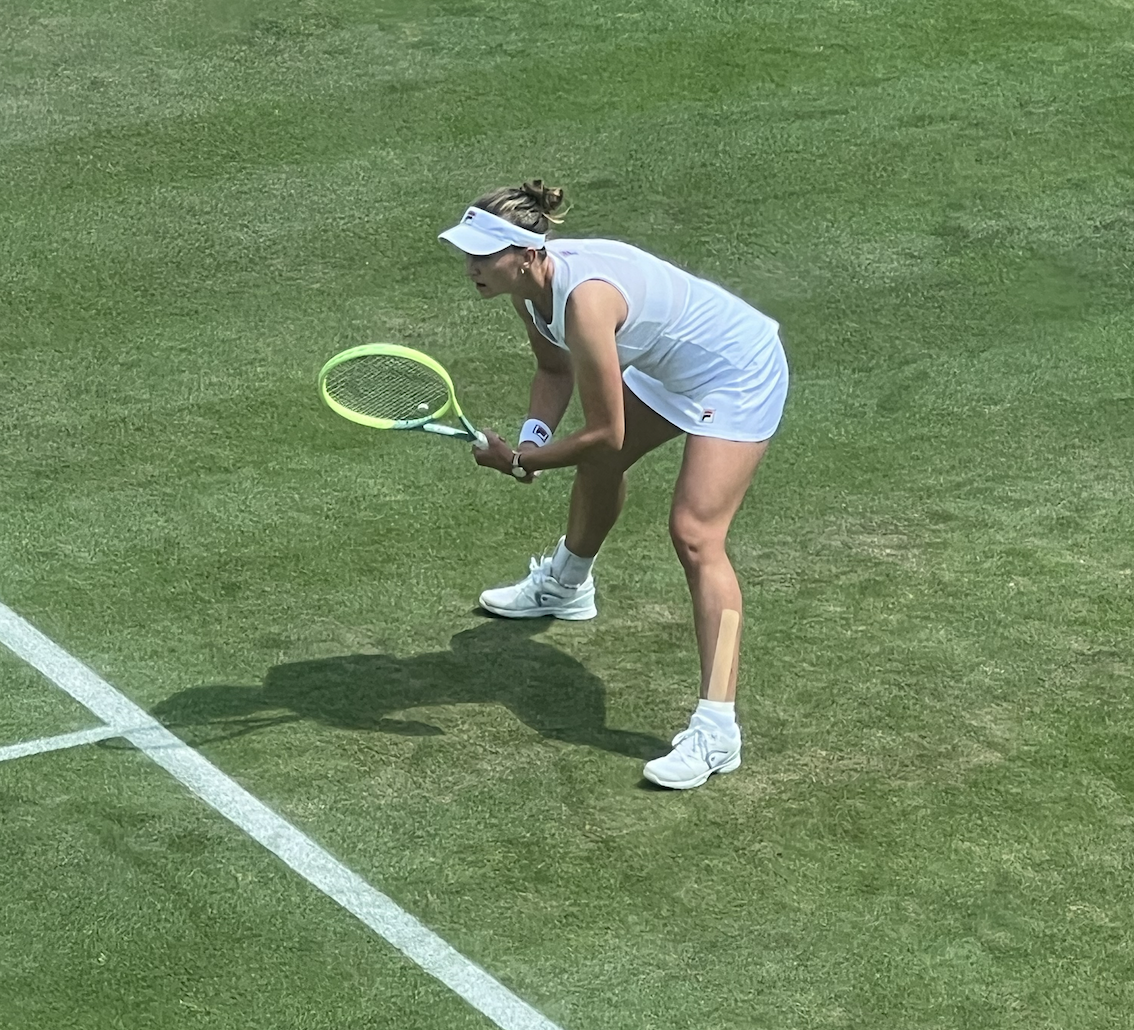
Krejcikova durante la temporada de césped en 2023.

Ganó su primer torneo de la temporada en el Torneo de Dubái 2023, derrotando a cinco cabezas de serie seguidas y a cuatro jugadoras top-10: la séptima cabeza de serie Daria Kasatkina, la duodécima cabeza de serie Petra Kvitová, la nº 2 del mundo Aryna Sabalenka, propinándole su primera derrota de 2023 y poniendo fin a una racha de 13 victorias consecutivas, la nº 3 del mundo Jessica Pegula, para su décima victoria top-10 de su carrera,  y finalmente la nº 1 del mundo Iga Świątek, también rompiendo su racha de seis victorias consecutivas. Este fue el primer título WTA 1000 de Krejčíková en individuales; Con esta victoria, subió 14 posiciones hasta el puesto número 16, y se convirtió en la quinta mujer en derrotar a las número 1, 2 y 3 del mundo en un solo torneo y la única en hacerlo en tres días consecutivos. 
Como cabeza de serie número uno en el Torneo de Birmingham 2023, llegó a las semifinales derrotando a su compatriota Linda Fruhvirtová. Como resultado, regresó al top 10 en el ranking de individuales. Luego derrotó a Zhu Lin para llegar a la final. En la final, Krejčíková perdió ante Jeļena Ostapenko. En dobles ganó el título haciendo pareja con Marta Kostyuk. 
Krejčíková se vio obligada a retirarse del Campeonato de Campeonato de Wimbledon de 2023 después de lesionarse el tobillo y esta lesión también significó que tuvo que retirarse de los dobles, a pesar de ser la campeona defensora. 

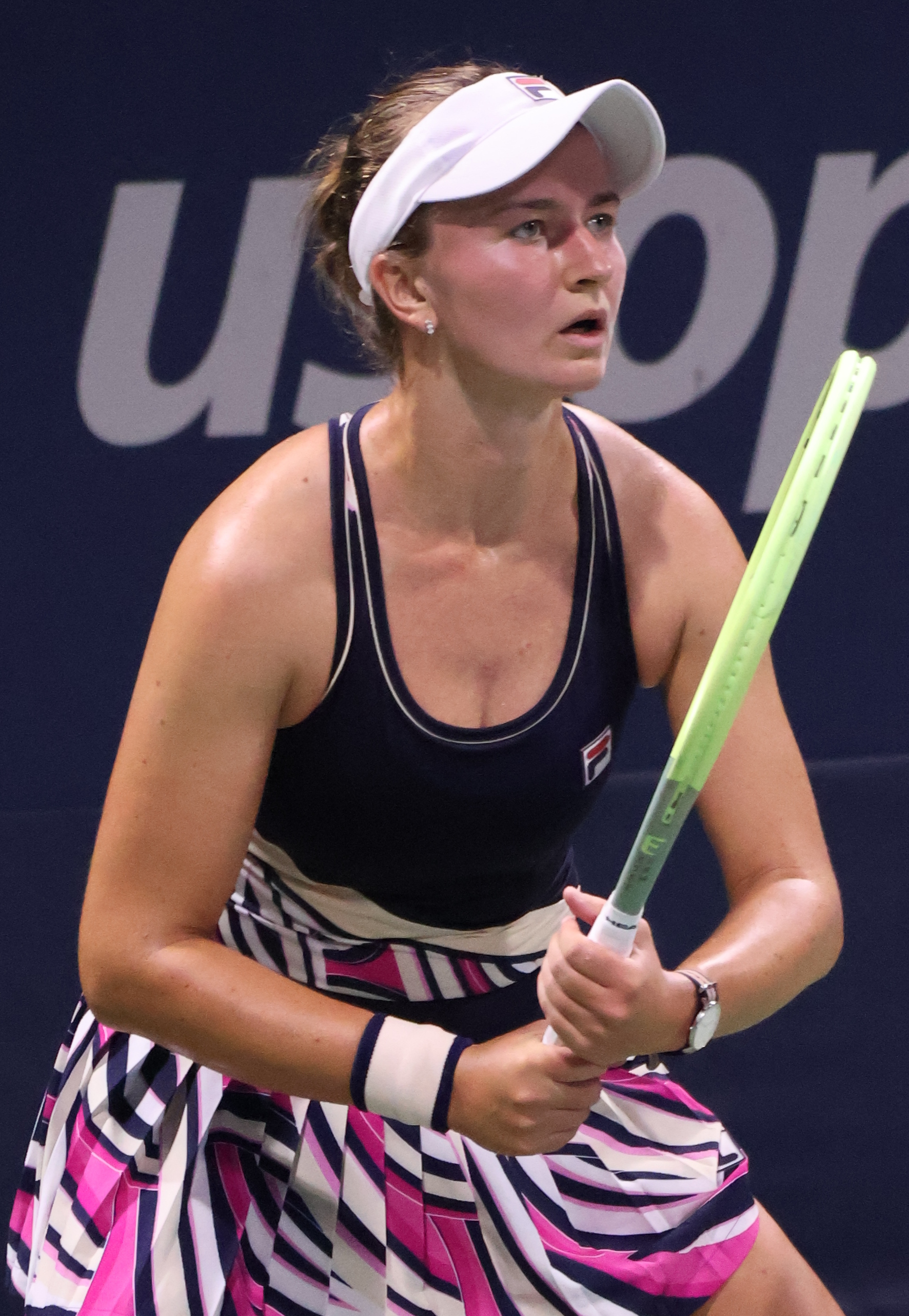
Krejcikova en el Abierto de Estados Unidos 2023.

Tras un difícil regreso tras una lesión en la que sufrió varias derrotas tempranas, Krejčíková ganó su séptimo título de individuales de su carrera, el Torneo de San Diego 2023, derrotando a Sofia Kenin en la final. Junto a Kateřina Siniaková también se llevó el título de dobles, derrotando a Danielle Collins y CoCo Vandeweghe en la final. Como resultado, regresó al top 10 del ranking el 18 de septiembre de 2023. 
Krejčíková compitió en el WTA Elite Trophy como cabeza de serie, pero quedó eliminada en la fase de grupos. En noviembre, representó a la República Checa en la final de la Copa Billie Jean King 2023 en Sevilla, donde ganó un partido de individuales y dos de dobles junto a Kateřina Siniaková. Ese mismo mes, en un anuncio sorprendente, Krejčíková y Kateřina Siniaková se separaron, una decisión iniciada por Kateřina Siniaková, que sintió que otros equipos las conocían demasiado bien. Krejčíková terminó el año en el puesto número 10 en individuales y el número 13 en dobles.

### 2024: Campeona de Wimbledon, semifinalista de las WTA Finals
Krejcikova comenzó 2024 con una derrota ante Anna Kalínskaya en el Torneo de Adelaida, en un partido duro que se decidió en el tercer set por 5-7, 6-3, 5-7. En el Abierto de Australia avanzó hasta los cuartos de final, registrando victorias sobre Mai Hontama en tres set tras perder el primero, en la segunda ronda derrotó por doble 6-2 a la Alemana Tamara Korpatsch, mientras que en la siguiente ronda venció a Storm Hunter en tres set avanzando a los cuarta ronda donde pudo superar a la adolescente Mirra Andreeva en tres set por 4-6, 6-3, 6-2. Finalmente fue derrotada en set corridos por la eventual campeona Aryna Sabalenka por 2-6, 3-6. En dobles, jugó con Laura Siegemund por primera vez en un torneo de Grand Slam. Llegaron a cuartos de final, donde fueron derrotadas por su excompañera Katerina Siniakova y su nueva compañera Storm Hunter. 
Krejcikova llegó a los cuartos de final del Torneo de Dubai tras vencer a la lucky loser Sara Sorribe que se retiró en el segundo set tras haber perdido el primero, en los cuartos de final fue derrotada por 5-7, 4-6 ante Liudmila Samsonova preclasificada número 8. Debido a una lesión en la espalda se perdió el Torneo de Catar, así como el doblete de Indian Wells/Miami.
Krejcikova regresó a la gira en el Torneo de Stuttgart 2024 después de más de dos meses de ausencia, pero perdió en tres set en la primera ronda de individuales ante Veronika Kudermetova por 7-5, 4-6, 4-6. En el mismo evento llegó a las semifinales de dobles junto a Laura Siegemund, pero la pareja se retiró de la competencia después de que Siegemund sufriera una lesión.
En mayo, Krejcikova y Siegemund fueron finalistas en dobles en el evento WTA 1000, el Masters de Madrid, donde perdieron ante Cristina Bucsa y Sara Sorribes Tormo en la final en sets seguidos. Sin embargo, volvió a perder en la primera ronda de individuales, ante Jaqueline Cristian. La racha perdedora de Krejcikova continuó, con derrotas en Torneo de Estrasburgo ante Liudmila Samsonova y en el Torneo de Roland Garros 2024 ante Viktorija Golubic. En dobles, Krejcikova consiguió sus primeras victorias en Roland Garros desde que se llevó los títulos de individuales y dobles en 2021, llegando a la tercera ronda de dobles femeninos con Siegemund y obteniendo una victoria en dobles mixtos con Joran Vliegen antes de retirarse.
La temporada sobre césped vio a Krejcikova finalmente romper su racha perdedora en el Torneo de Birmingham 2024 con victorias sobre Daria Saville en primera ronda por 6-1, 7-6 (5) y contra Harriet Dart en segunda ronda por 6-3, 6-4 antes de perder ante la séptima cabeza de serie Anastasia Potapova por 1-6, 4-6.
Como preclasificada en el puesto 31, alcanzó su segunda final de individuales en un torneo Grand Slam en Campeonato de Wimbledon donde enfrentó a no. 8 del Mundo Jasmine Paolini. En el camino a su segundo título major en individuales, derrotó a Veronika Kudermetova en un partido complicado que terminó con marcador de 7-6(4), (1)6-7 y 7-5, en la segunda ronda superó en dos tie-break a la clasificada Katie Volynets por 7-6 (6), 7-6 (5). En busca de un boleto para la cuarta ronda se enfrentó a Jéssica Bouzas Maneiro, que se retiró en el segundo luego que Krejciková ganará el primero por 6-0, y estuviera 4-3 en el segundo. En la cuarta ronda superó a la undécima cabeza de serie Danielle Collins por 7-5, 6-3, avanzando a los cuartos de final del torneo por primera vez, donde enfrentó a la decimotercera cabeza de serie Jeļena Ostapenko, ganándole en dos set por 6-4, 7-6 (4). En las semifinales dio la sorpresa y superó a la favorita a ganar el título y la cuarta cabeza de serie y ex campeona del torneo Elena Rybakina tras perder el primer set por 3-6, ganó los dos siguiente por 6-3, 6-4 consiguiendo así el pase a su segunda final de un Grand Slam en individuales. En la final Krejciková derrotó a la séptima cabeza de serie Jasmine Paolini por 6-2, 2-6, 6-4 para ganar su segundo Major de individuales. Fue la segunda jugadora con menor ranking en ganar el título de individuales de Campeonato de Wimbledon desde que comenzó el ranking de la WTA en 1975. Como resultado, regresó al top 10 en el ranking de individuales el 15 de julio de 2024.
Krejčíková se reunió con Kateřina Siniaková en los dobles del Torneo de Praga, ganando su primer título juntas en casa al derrotar a las wildcards Bethanie Mattek-Sands y Lucie Šafářová en la final mientras se preparaban para los Juegos Olímpicos de Verano de 2024. En los Juegos Olímpicos de París venció a Sara Sorribes   en la primera ronda en  tres set, mientras que en la segunda derrotó a Wang Xinyu en set corridos por 6-3, 6-2 avanzando a la tercera ronda donde venció a Elina Svitólina en tres set, perdió en los cuartos de final de ante Anna Karolína Schmiedlová, mientras que ella y Kateřina Siniaková también cayeron en los últimos ocho en dobles ante Mirra Andreeva y Diana Shnaider.
Krejčíková, cabeza de serie número 8, en el Abierto de Estados Unidos superó en la primera ronda a Marina Bassols Ribera en dos set, pero cayó en la segunda ronda, perdiendo en sets seguidos ante Elena-Gabriela Ruse por 4-6, 5-7.
Durante la gira asiática de la WTA, Krejčíková perdió sus primeros partidos en el Abierto de China ante Jaqueline Cristian y ante Hailey Baptiste en el Abierto de Wuhan. Tras haber pasado directamente a la segunda ronda en el Torneo de Ningbo, derrotó a la lucky loser Ma Yexin, pero se retiró debido a una lesión en la espalda mientras perdía en su partido de cuartos de final contra Mirra Andreeva.
En las WTA Finals de final de temporada, Krejčíková perdió su primer partido de grupo en tres sets ante Iga Świątek, antes de recuperarse con victorias en sets corridos sobre Jessica Pegula y Coco Gauff  para asegurarse un lugar en las semifinales, donde fue derrotada por Zheng Qinwen en sets corridos.

## Títulos de Grand Slam

### Individual

#### Títulos (2)
| Año  | Campeonato    | Oponente en la final     | Resultado     |
| 2021 | Roland Garros | Anastasia Pavlyuchenkova | 6-1, 2-6, 6-4 |
| 2024 | Wimbledon     | Jasmine Paolini          | 6-2, 2-6, 6-4 |

### Dobles

#### Títulos (7)
| Año  | Torneo               | Pareja             | Oponentes en la final             | Resultado        |
| 2018 | Roland Garros        | Kateřina Siniaková | Eri Hozumi Makoto Ninomiya        | 6-3, 6-3         |
| 2018 | Wimbledon            | Kateřina Siniaková | Nicole Melichar Květa Peschke     | 6-4, 4-6, 6-0    |
| 2021 | Roland Garros        | Kateřina Siniaková | Bethanie Mattek-Sands Iga Świątek | 6-4, 6-2         |
| 2022 | Abierto de Australia | Kateřina Siniaková | Anna Danilina Beatriz Haddad Maia | 6-7(3), 6-4, 6-4 |
| 2022 | Wimbledon            | Kateřina Siniaková | Elise Mertens Shuai Zhang         | 6-2, 6-4         |
| 2022 | Abierto de EE.UU.    | Kateřina Siniaková | Caty McNally Taylor Townsend      | 3-6, 7-5, 6-1    |
| 2023 | Abierto de Australia | Kateřina Siniaková | Shuko Aoyama Ena Shibahara        | 6-4, 6-3         |

#### Finalista (1)
| Año  | Torneo               | Pareja             | Oponentes en la final         | Resultado |
| 2021 | Abierto de Australia | Kateřina Siniaková | Elise Mertens Aryna Sabalenka | 2-6, 3-6  |

### Dobles mixto

#### Títulos (3)
| Año  | Campeonato           | Pareja        | Oponentes en la final              | Resultado        |
| 2019 | Abierto de Australia | Rajeev Ram    | Astra Sharma John-Patrick Smith    | 7-6(3), 6-1      |
| 2020 | Abierto de Australia | Nikola Mektić | Bethanie Mattek-Sands Jamie Murray | 5-7, 6-4, [10-1] |
| 2021 | Abierto de Australia | Rajeev Ram    | Samantha Stosur Matthew Ebden      | 6-1, 6-4         |

## Juegos Olímpicos

### Dobles

#### Medalla de oro
| Año  | Campeonato | Pareja             | Oponentes en la final            | Resultado |
| 2021 | Tokio 2020 | Kateřina Siniaková | Belinda Bencic Viktorija Golubic | 7-5, 6-1  |

## Títulos WTA (24; 7+17)

### Individual (7)
| Leyenda                                |
| -------------------------------------- |
| Grand Slam (2)                         |
| Juegos Olímpicos (0)                   |
| WTA Finals (0)                         |
| P. Mandatory & Premier 5, WTA 1000 (1) |
| Premier, WTA 500 (1)                   |
| International, WTA 250 (3)             |

| N.º | Fecha                 | Torneo        | Superficie    | Oponente en la final     | Resultado        |
| --- | --------------------- | ------------- | ------------- | ------------------------ | ---------------- |
| 1.  | 29 de mayo de 2021    | Estrasburgo   | Tierra batida | Sorana Cîrstea           | 6-3, 6-3         |
| 2.  | 12 de junio de 2021   | Roland Garros | Tierra batida | Anastasia Pavlyuchenkova | 6-1, 2-6, 6-4    |
| 3.  | 18 de julio de 2021   | Praga         | Dura          | Tereza Martincová        | 6-2, 6-0         |
| 4.  | 2 de octubre de 2022  | Tallin        | Dura (i)      | Anett Kontaveit          | 6-2, 6-3         |
| 5.  | 9 de octubre de 2022  | Ostrava       | Dura (i)      | Iga Świątek              | 5-7, 7-6(4), 6-3 |
| 6.  | 25 de febrero de 2023 | Dubái         | Dura          | Iga Świątek              | 6-4, 6-2         |
| 7.  | 13 de juLio de 2024   | Wimbledon     | Hierba        | Jasmine Paolini          | 6-2, 2-6, 6-4    |

#### Finalista (5)
| N.º | Fecha                 | Torneo     | Superficie    | Oponente en la final | Resultado        |
| --- | --------------------- | ---------- | ------------- | -------------------- | ---------------- |
| 1.  | 27 de mayo de 2017    | Núremberg  | Tierra batida | Kiki Bertens         | 2-6, 1-6         |
| 2.  | 13 de marzo de 2021   | Dubái      | Dura          | Garbiñe Muguruza     | 6-7(6), 3-6      |
| 3.  | 15 de enero de 2022   | Sídney     | Dura          | Paula Badosa         | 3-6, 6-4, 6-7(4) |
| 4.  | 25 de junio de 2023   | Birmingham | Hierba        | Jeļena Ostapenko     | 6-7(8), 4-6      |
| 5.  | 15 de octubre de 2023 | Zhengzhou  | Dura          | Qinwen Zheng         | 6-2, 2-6, 4-6    |

### Dobles (18)
| Leyenda                                |
| -------------------------------------- |
| Grand Slam (7)                         |
| Juegos Olímpicos (1)                   |
| WTA Finals (1)                         |
| P. Mandatory & Premier 5, WTA 1000 (3) |
| Premier, WTA 500 (1)                   |
| International, WTA 250 (5)             |

| N.º | Fecha                    | Torneo               | Superficie    | Pareja             | Oponentes en la final                | Resultado           |
| --- | ------------------------ | -------------------- | ------------- | ------------------ | ------------------------------------ | ------------------- |
| 1.  | 20 de septiembre de 2015 | Quebec               | Dura (i)      | An-Sophie Mestach  | María Irigoyen Paula Kania           | 4-6, 6-3, [12-10]   |
| 2.  | 10 de junio de 2018      | Roland Garros        | Tierra batida | Kateřina Siniaková | Eri Hozumi Makoto Ninomiya           | 6-3, 6-3            |
| 3.  | 14 de julio de 2018      | Wimbledon            | Hierba        | Kateřina Siniaková | Nicole Melichar Květa Peschke        | 6-4, 4-6, 6-0       |
| 4.  | 11 de agosto de 2019     | Toronto              | Dura          | Kateřina Siniaková | Anna-Lena Grönefeld Demi Schuurs     | 7-5, 6-0            |
| 5.  | 13 de octubre de 2019    | Linz                 | Dura (i)      | Kateřina Siniaková | Barbara Haas Xenia Knoll             | 6-4, 6-3            |
| 6.  | 11 de enero de 2020      | Shenzhen             | Dura          | Kateřina Siniaková | Yingying Duan Saisai Zheng           | 6-2, 3-6, [10-4]    |
| 7.  | 7 de febrero de 2021     | Melbourne I          | Dura          | Kateřina Siniaková | Hao-Ching Chan Yung-Jan Chan         | 6-3, 7-6(4)         |
| 8.  | 8 de mayo de 2021        | Madrid               | Tierra batida | Kateřina Siniaková | Gabriela Dabrowski Demi Schuurs      | 6-4, 6-3            |
| 9.  | 13 de junio de 2021      | Roland Garros        | Tierra batida | Kateřina Siniaková | Bethanie Mattek-Sands Iga Świątek    | 6-4, 6-2            |
| 10. | 1 de agosto de 2021      | JJ.OO. Tokio 2020    | Dura          | Kateřina Siniaková | Belinda Bencic Viktorija Golubic     | 7-5, 6-1            |
| 11. | 17 de noviembre de 2021  | WTA Finals           | Dura          | Kateřina Siniaková | Su-Wei Hsieh Elise Mertens           | 6-3, 6-4            |
| 12. | 30 de enero de 2022      | Abierto de Australia | Dura          | Kateřina Siniaková | Anna Danilina Beatriz Haddad Maia    | 6-7(3), 6-4, 6-4    |
| 13. | 10 de julio de 2022      | Wimbledon            | Hierba        | Kateřina Siniaková | Elise Mertens Shuai Zhang            | 6-2, 6-4            |
| 14. | 11 de septiembre de 2022 | Abierto de EE.UU.    | Dura          | Kateřina Siniaková | Caty McNally Taylor Townsend         | 3-6, 7-5, 6-1       |
| 15. | 29 de enero de 2023      | Abierto de Australia | Dura          | Kateřina Siniaková | Shuko Aoyama Ena Shibahara           | 6-4, 6-3            |
| 16. | 18 de marzo de 2023      | Indian Wells         | Dura          | Kateřina Siniaková | Beatriz Haddad Maia Laura Siegemund  | 6-1, 6-7(3), [10-7] |
| 17. | 25 de junio de 2023      | Birmingham           | Hierba        | Marta Kostyuk      | Storm Hunter Alycia Parks            | 6-2, 7-6(7)         |
| 18. | 26 de julio de 2024      | Praga                | Dura          | Kateřina Siniaková | Bethanie Mattek-Sands Lucie Šafářová | 6-3, 6-3            |

#### Finalista (11)
| N.º | Fecha                 | Torneo            | Superficie    | Pareja             | Oponentes en la final              | Resultado        |
| --- | --------------------- | ----------------- | ------------- | ------------------ | ---------------------------------- | ---------------- |
| 1.  | 18 de octubre de 2014 | Luxemburgo        | Dura (i)      | Lucie Hradecká     | Timea Bacsinszky Kristina Barrois  | 6-3, 4-6, [4-10] |
| 2.  | 14 de febrero de 2016 | San Petersburgo   | Dura (i)      | Vera Dushevina     | Martina Hingis Sania Mirza         | 3-6, 1-6         |
| 3.  | 30 de julio de 2017   | Bastad            | Tierra batida | María Irigoyen     | Quirine Lemoine Arantxa Rus        | 6-3, 3-6, [8-10] |
| 4.  | 6 de enero de 2018    | Shenzhen          | Dura          | Kateřina Siniaková | Irina-Camelia Begu Simona Halep    | 6-1, 1-6, [8-10] |
| 5.  | 1 de abril de 2018    | Miami             | Dura          | Kateřina Siniaková | Ashleigh Barty Coco Vandeweghe     | 2-6, 1-6         |
| 6.  | 28 de octubre de 2018 | WTA Finals        | Dura (i)      | Kateřina Siniaková | Tímea Babos Kristina Mladenovic    | 4-6, 5-7         |
| 7.  | 16 de marzo de 2019   | Indian Wells      | Dura          | Kateřina Siniaková | Elise Mertens Aryna Sabalenka      | 3-6, 2-6         |
| 8.  | 22 de febrero de 2020 | Dubái             | Dura          | Saisai Zheng       | Su-Wei Hsieh Barbora Strýcová      | 5-7, 6-3, [5-10] |
| 9.  | 19 de febrero de 2021 | Abierto Australia | Dura          | Kateřina Siniaková | Elise Mertens Aryna Sabalenka      | 2-6, 3-6         |
| 10. | 7 de octubre de 2022  | WTA Finals        | Dura (i)      | Kateřina Siniaková | Veronika Kudermétova Elise Mertens | 2-6, 6-4, [9-11] |
| 11. | 5 de mayo de 2024     | Madrid            | Tierra batida | Laura Siegemund    | Cristina Bucșa Sara Sorribes       | 0-6, 2-6         |

## Títulos WTA 125s

### Dobles (1)
| N.º | Fecha                   | Torneos | Superficie | Pareja        | Oponentes                               | Resultado        |
| --- | ----------------------- | ------- | ---------- | ------------- | --------------------------------------- | ---------------- |
| 1.  | 15 de noviembre de 2015 | Limoges | Dura       | Mandy Minella | Margarita Gasparyan Oksana Kalashnikova | 1-6, 7-5, [10-6] |

## TítulosITF

### Individual (14)
| Torneos de $100,000 |
| Torneos de $80,000  |
| Torneos de $60,000  |
| Torneos de $25,000  |
| Torneos de $15,000  |
| Torneos de $10,000  |

| N.º | Fecha                    | Torneo                        | Superficie | Oponentes         | Resultado        |
| --- | ------------------------ | ----------------------------- | ---------- | ----------------- | ---------------- |
| 1.  | 15 de octubre de 2012    | Dubrovnik, Croacia            | Arcilla    | Polina Leykina    | 6-4, 6-1         |
| 2.  | 30 de septiembre de 2013 | Solin, Croacia                | Arcilla    | Tereza Malíková   | 6-2, 6-2         |
| 3.  | 21 de octubre de 2013    | Dubrovnik, Croacia            | Arcilla    | Polona Reberšak   | 6-1, 3-6, 6-0    |
| 4.  | 28 de octubre de 2013    | Umag, Croacia                 | Arcilla    | Ágnes Bukta       | 6-1, 6-4         |
| 5.  | 25 de noviembre de 2013  | Bol, Croacia                  | Arcilla    | Ema Mikulčić      | 3-6, 6-0, 6-3    |
| 6.  | 16 de junio de 2014      | Prerov, República Checa       | Arcilla    | Lenka Juríková    | 6-3, 6-4         |
| 7.  | 30 de junio de 2014      | Torun, Polonia                | Arcilla    | Maria Sakkari     | 6-4, 6-1         |
| 8.  | 27 de octubre de 2014    | Istanbul, Turquía             | Dura (i)   | Maria Sakkari     | 6-4, 6-1         |
| 9.  | 13 de julio de 2015      | Olomouc, República checa      | Arcilla    | Petra Cetkovská   | 3-6, 6-4, 7-6(5) |
| 10. | 1 de julio de 2018       | Torun, Polonia                | Arcilla    | Rebecca Sramkova  | 7-5 6-1          |
| 11. | 7 de abril de 2019       | Palm Harbour, USA             | Arcilla    | Nicole Gibbs      | 6-0 6-1          |
| 12. | 14 de abril de 2019      | Pelhalm, USA                  | Arcilla    | Caroline Dolehide | 6-4 6-3          |
| 13. | 5 de mayo de 2019        | Wiesbaden, Alemania           | Arcilla    | Katarina Zavatska | 6-4 7-6(2)       |
| 14. | 23 de junio de 2019      | Stare Splavy, República Checa | Arcilla    | Denisa Allertova  | 6-2 6-3          |

#### Dobles
| Torneos de $100,000 |
| Torneos de $75,000  |
| Torneos de $50,000  |
| Torneos de $25,000  |
| Torneos de $15,000  |
| Torneos de $10,000  |

| N.º | Fecha                   | Torneos                        | Superficie | Pareja             | Oponentes                           | Resultado         |
| --- | ----------------------- | ------------------------------ | ---------- | ------------------ | ----------------------------------- | ----------------- |
| 1.  | 29 de agosto de 2011    | Osijek, Croacia                | Arcilla    | Aneta Dvořáková    | Diana Bogoliy Alena Tarasova        | 7-5, 6-2          |
| 2.  | 24 de octubre de 2011   | Dubrovnik, Croacia             | Arcilla    | Victoria Kan       | Martina Kubičíková Dalia Zafirova   | 7-6(3), 6-0       |
| 3.  | 27 de agosto de 2012    | Osijek, Croacia                | Arcilla    | Aneta Dvořáková    | Kateřina Kramperová Petra Krejsová  | 6-4, 3-6, [10-8]  |
| 4.  | 8 de octubre de 2012    | Sarajevo, Bosnia y Herzegovina | Arcilla    | Tereza Malíková    | Angelica Moratelli Milana Špremo    | 6-3, 6-2          |
| 5.  | 22 de octubre de 2012   | Dubrovnik, Croacia             | Arcilla    | Tereza Malíková    | Lucia Butkovská Christina Shakovets | 7-5, 7-6(5)       |
| 6.  | 8 de abril de 2013      | Bol, Croacia                   | Arcilla    | Polina Leykina     | Jana Fett Bernarda Pera             | 6-3, 6-3          |
| 7.  | 15 de abril de 2013     | Šibenik, Croacia               | Arcilla    | Polina Leykina     | Cindy Burger Anna Klasen            | 3-6, 6-3, [12-10] |
| 8.  | 5 de agosto de 2013     | Hechingen, Alemania            | Arcilla    | Kateřina Siniaková | Laura-Ioana Andrei Laura Thorpe     | 6-1, 6-4          |
| 9.  | 14 de octubre de 2013   | Dubrovnik, Croacia             | Arcilla    | Lenka Juríková     | Gabriela Pantůčková Polona Reberšak | 7-5, 3-6, [10-4]  |
| 10. | 11 de noviembre de 2013 | Bol, Croacia                   | Arcilla    | Demi Schuurs       | Vivien Juhászová Tereza Malíková    | 6-2, 6-4          |

## Final de Grand Slam júnior
| Resultado   | Fecha | Torneos                   | Superficie | Pareja                | Oponentes                             | Resultado        |
| ----------- | ----- | ------------------------- | ---------- | --------------------- | ------------------------------------- | ---------------- |
| Subcampeona | 2013  | Abierto de Australia      | Dura       | Oleksandra Korashvili | Ana Konjuh Carol Zhao                 | 7-5, 4-6, [7-10] |
| Campeona    | 2013  | Roland Garros             | Arcilla    | Kateřina Siniaková    | Doménica González Beatriz Haddad Maia | 7-5, 6-2         |
| Campeona    | 2013  | Wimbledon                 | Césped     | Kateřina Siniaková    | Anhelina Kalinina Iryna Shymanovich   | 6-3, 6-1         |
| Campeona    | 2013  | Abierto de Estados Unidos | Dura       | Kateřina Siniaková    | Belinda Bencic Sara Sorribes Tormo    | 6-3, 6-4         |